# 现代农业产业技术体系
现代农业产业技术体系是中华人民共和国农业部、中华人民共和国财政部于2007年，为加快现代农业产业体系建设步伐，提升国家、区域创新能力和农业科技自主创新能力，为现代农业和社会主义新农村建设提供强有力的科技支撑而制定实施的。
中华人民共和国农业部2011年发布了通知，现代农业产业技术体系共50个产业技术研发中心、233个功能研究室和1144个综合试验站，聘请了50名首席科学家、1051名岗位科学家和1144名站长。

## 50个产业技术体系
- 国家水稻产业技术体系，首席科学家程式华（中国水稻研究所）
- 国家玉米产业技术体系，首席科学家张世煌（中国农业科学院作物科学研究所）
- 国家小麦产业技术体系，首席科学家肖世和（中国农业科学院作物科学研究所）
- 国家大豆产业技术体系，首席科学家韩天富（中国农业科学院作物科学研究所）
- 国家大麦青稞产业技术体系，首席科学家张京（中国农业科学院作物科学研究所）
- 国家高粱产业技术体系，首席科学家邹剑秋（辽宁省农业科学院）
- 国家谷子糜子产业技术体系，首席科学家刁现民（中国农业科学院作物科学研究所）
- 国家燕麦荞麦产业技术体系，首席科学家任长忠（吉林省白城市农业科学院）
- 国家食用豆产业技术体系，首席科学家程须珍（中国农业科学院作物科学研究所）
- 国家马铃薯产业技术体系，首席科学家金黎平（中国农业科学院蔬菜花卉研究所）
- 国家甘薯产业技术体系，首席科学家马代夫（江苏徐淮地区徐州农业科学研究所）
- 国家木薯产业技术体系，首席科学家李开绵（中国热带农业科学院热带作物品种资源研究所）
- 国家油菜产业技术体系，首席科学家王汉中（中国农业科学院油料作物研究所）
- 国家花生产业技术体系，首席科学家禹山林（山东省花生研究所）
- 国家芝麻产业技术体系，首席科学家张海洋（河南省农业科学院）
- 国家向日葵产业技术体系，首席科学家安玉麟（内蒙古自治区农牧业科学院）
- 国家胡麻产业技术体系，首席科学家党占海（甘肃省农业科学院）
- 国家棉花产业技术体系，首席科学家喻树迅（中国农业科学院棉花研究所）
- 国家麻类产业技术体系，首席科学家熊和平（中国农业科学院麻类研究所）
- 国家甘蔗产业技术体系，首席科学家陈如凯（福建农林大学）
- 国家甜菜产业技术体系，首席科学家白晨（内蒙古自治区农牧业科学院）
- 国家蚕桑产业技术体系，首席科学家鲁成（西南大学）
- 国家茶叶产业技术体系，首席科学家杨亚军（中国农业科学院茶叶研究所）
- 国家食用菌产业技术体系，首席科学家张金霞（中国农业科学院农业资源与农业区划研究所）
- 国家大宗蔬菜产业技术体系，首席科学家杜永臣（中国农业科学院蔬菜花卉研究所）
- 国家西甜瓜产业技术体系，首席科学家许勇（北京市农林科学院）
- 国家柑橘产业技术体系，首席科学家邓秀新（华中农业大学）
- 国家苹果产业技术体系，首席科学家韩明玉（西北农林科技大学）
- 国家梨产业技术体系，首席科学家张绍铃（南京农业大学）
- 国家葡萄产业技术体系，首席科学家段长青（中国农业大学）
- 国家桃产业技术体系，首席科学家姜全（北京市农林科学院）
- 国家香蕉产业技术体系，首席科学家张锡炎（中国热带农业科学院热带生物技术研究所）
- 国家荔枝龙眼产业技术体系，首席科学家郑少泉（福建省农业科学院）
- 国家天然橡胶产业技术体系，首席科学家黄华孙（中国热带农业科学院橡胶研究所）
- 国家牧草产业技术体系，首席科学家张英俊（中国农业大学）
- 国家生猪产业技术体系，首席科学家陈瑶生（中山大学）
- 国家奶牛产业技术体系，首席科学家李胜利（中国农业大学）
- 国家肉牛牦牛产业技术体系，首席科学家曹兵海（中国农业大学）
- 国家肉羊产业技术体系，首席科学家旭日干（内蒙古大学）
- 国家绒毛用羊产业技术体系，首席科学家田可川（新疆维吾尔自治区畜牧科学院）
- 国家蛋鸡产业技术体系，首席科学家杨宁（中国农业大学）
- 国家肉鸡产业技术体系，首席科学家文杰（中国农业科学院北京畜牧兽医研究所）
- 国家水禽产业技术体系，首席科学家侯水生（中国农业科学院北京畜牧兽医研究所）
- 国家兔产业技术体系，首席科学家秦应和（中国农业大学）
- 国家蜂产业技术体系，首席科学家吴杰（中国农业科学院蜜蜂研究所）
- 国家大宗淡水鱼产业技术体系，首席科学家戈贤平（中国水产科学研究院淡水渔业研究中心）
- 国家虾产业技术体系，首席科学家何建国（中山大学）
- 国家贝类产业技术体系，首席科学家张国范（中国科学院海洋研究所）
- 国家罗非鱼产业技术体系，首席科学家杨弘（中国水产科学研究院淡水渔业研究中心）
- 国家鲆鲽类产业技术体系，首席科学家雷霁霖（中国水产科学研究院黄海水产研究所）